# Arguel, Somme

Arguel este o comună în departamentul Somme, Franța. În 1 ianuarie 2022 avea o populație de 32 de locuitori.